# Cuminum cyminum
Il cumino (Cuminum cyminum L.) è una pianta erbacea annuale appartenente alla famiglia delle Apiacee (o Umbelliferae), originaria del bacino del Mediterraneo, diffusasi in seguito anche nel continente americano.

## Descrizione
Il cumino ha un fusto sottile e ramificato alto 20-30 cm. Le foglie sono lunghe 5–10 cm, disposte a pettine. I fiori sono piccoli, bianchi o rosa, e disposti a ombrella. Il frutto è un achenio laterale ovoidale-fusiforme, lungo 4–5 mm, contenente un singolo seme. I semi del cumino sono simili a quelli del finocchio e dell'anice verde, ma sono più piccoli e di colore scuro. Non va confuso con il carvi, che presenta frutti simili ma con un aroma completamente differente.

## Etimologia
La parola "cumino" deriva dall'arabo "كمون" Kamūn. La spezia è originaria della Siria, dove il cumino cresce in terreni caldi e aridi. I semi di cumino sono stati rinvenuti in alcuni antichi siti archeologici siriani. La conoscenza del cumino, probabilmente, attraversò Turchia e Grecia, ancora prima della dominazione araba in Spagna nel quindicesimo secolo. Come tante altre parole di derivazione araba, però, la parola "cumino" fu acquisita nell'Europa occidentale attraverso la via spagnola, piuttosto che quella greca. Qualcuno suggerisce che la parola derivi dal latino cuminum e dal greco κύμινον. Il termine greco stesso deriva dall'arabo. Forme di questa parola sono state ritrovate in diversi antichi linguaggi semitici, incluso kamūnu in Accadico. Si pensa che la fonte iniziale sia la parola sumerica gamun.
La paretimologia collega la parola con la città persiana di Kerman dove, secondo la leggenda, veniva prodotta la maggior parte del cumino nell'antica Persia. Per i Persiani, l'espressione "portare cumino a Kerman", ha lo stesso significato che per i Greci aveva "Portare vasi a Samo" (fare cosa inutile, visto che Samo era un importantissimo centro di produzione ceramica). Kerman, chiamata nel luogo anche "Kermun", si sarebbe trasformata in "Kumun" e quindi "Cumin" nei linguaggi europei.
Nell'India del Nord e in Nepal, il cumino è conosciuto come jeera (Devanagari जीरा) o jira, mentre in Pakistan è conosciuto come zeera (Urdu زيره); nell'India del Sud è chiamato Jeerige (ಜೀರಿಗೆ in ಕನ್ನಡ (Kannada)) o jeeragam o seeragam (Tamil (ஜீரகம்/சீரகம்)) o jilakarra (Telugu); nello Sri Lanka è conosciuto come duru, con la varietà bianca che prende il nome di suduru e quella più grande, maduru; in Iran e Asia centrale, il cumino è conosciuto come zireh; in Turchia, il cumino è chiamato kimyon; nella Cina nord occidentale, il cumino è conosciuto come ziran (孜然). In lingua araba, è conosciuto come kamūn (كمون). Il cumino è chiamato kemun in etiope, ed è uno degli ingredienti nella miscela di spezie berberé.

## Storia
Il cumino è stato usato fin dall'antichità. I semi, ritrovati nel sito siriano di Tell ed-Der, sono stati fatti risalire al secondo millennio a.C. Sono stati riferiti anche diversi ritrovamenti, relativi all'età del Nuovo Regno dell'Antico Egitto.
Originariamente coltivato nell'Iran e nelle regioni mediterranee, il cumino è menzionato nella Bibbia, sia nell'Antico Testamento (Isaia 28:27) sia nel Nuovo Testamento (Matteo 23:23). Era conosciuto anche nell'antica Grecia e nell'antica Roma. I Greci tenevano il cumino a tavola, in un suo contenitore (più o meno come si usa con il pepe oggi), e questa usanza è mantenuta a oggi in Marocco. L'uso del cumino divenne sempre meno frequente, in Europa (con l'eccezione di Spagna e Malta) a partire dal Medioevo. Fu introdotto nel continente americano da parte dei coloni spagnoli.

## La spezia
Il cumino ha un caratteristico sapore amaro e un odore forte e dolciastro grazie all'alto contenuto in oli. Si associa prevalentemente alla cucina indiana, può essere presente nel curry e con altre cucine esotiche (nordafricana, messicana) sebbene l'uso sia molto esteso in Spagna, specialmente nella cucina del Sud-est della penisola iberica e nei territori germanofoni.

## Coltivazione e utilizzo

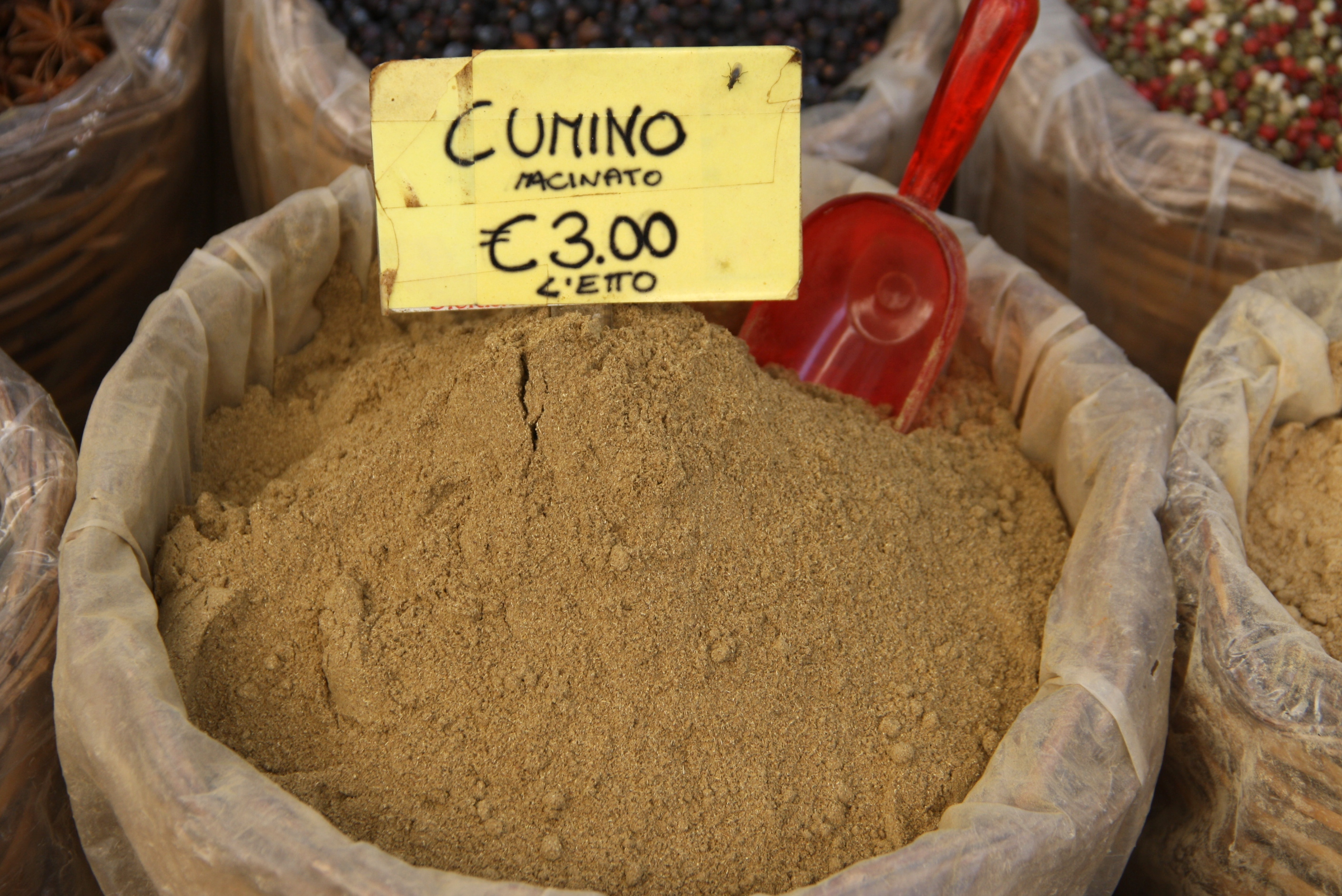
Cumino in polvere al mercato di Ortigia, Siracusa

I semi di cumino sono usati come spezia per il loro aroma particolare, specialmente nella cucina nordafricana, del Medio Oriente, nella cucina dello Xinjiang, in quella indiana, cubana e nella cucina messicana (il famoso chili con carne contiene cumino che gli dà l'inconfondibile aroma).
Il particolare profumo e l'aroma forte e caldo del cumino sono dovuti al suo contenuto di olii essenziali. Il suo costituente principale, e importante contributore all'aroma, è la cuminaldeide. Altri importanti componenti dell'aroma del cumino tostato sono le pirazine sostituite: 2-etossi-3-isopropilpirazina, 2-metossi-3-sec-butilpirazina e 2-metossi-3-metilpirazina.
È usato come ingrediente del curry. Si può trovare il cumino in alcuni formaggi olandesi, come il formaggio Leyden, e alcuni valdostani (in Valle d'Aosta la pianta cresce spontanea) e in alcuni tipi di pane casereccio francese. Viene anche usato comunemente nella cucina tradizionale brasiliana. In erboristeria, il cumino è classificato come stimolante, carminativo, e antimicrobico. Il cumino è inoltre un componente importante della polvere di chili, e si trova nelle misture di annatto, quelle per soffritti, garam masala, curry, e baharat.
Il cumino può essere usato per condire molti piatti, sia nella forma macinata, sia con i semi interi, dato che anche da essi può essere estratto il naturale sapore dolce. Mentre per le salse può essere aggiunto per dare un sapore in più, per l'autentico guacamole alla messicana è un ingrediente essenziale. Il cumino è inoltre stato usato sulla carne, in aggiunta ad altri condimenti. Il cumino veniva usato molto, inoltre, nella cucina dell'antica Roma.
La coltivazione del cumino richiede una estate lunga e calda, che duri 3-4 mesi, con temperature diurne intorno ai 30 °C; tollera la siccità, e viene coltivato prevalentemente nei climi mediterranei. Viene piantato usando i semi, durante la primavera, e richiede un terreno fertile e ben asciutto.

## Benefici per la salute
I semi di cumino sono una buona fonte di ferro.

## Confusione con altre spezie

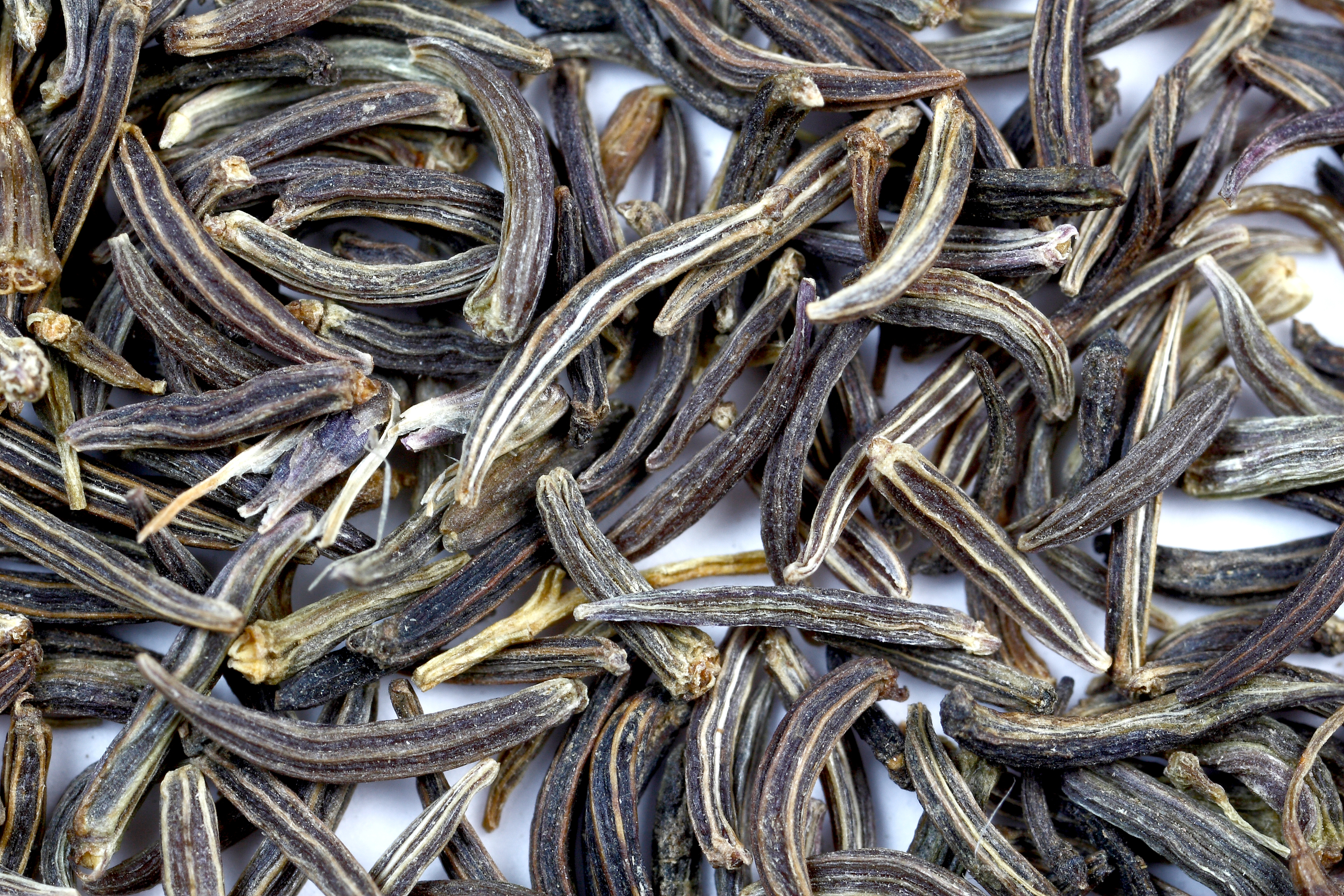
Semi di cumino nero

Il cumino è più piccante, di colore più chiaro, e ha semi più grandi rispetto al Carum carvi, un'altra spezia con infiorescenza a ombrello, con cui spesso viene confuso. Molte lingue europee non distinguono chiaramente tra i due. Ad esempio, in ceco il carvi è chiamato 'kmín' mentre il cumino è chiamato 'římský kmín' o "carvi romano". La distinzione è praticamente la stessa in ungherese ("kömény" per il carvi e "római kömény" [carvi romano] per il cumino). In svedese, il carvi è chiamato "kummin", mentre il cumino è "spiskummin", dove spis significa alimento o cibo, mentre in tedesco "Kümmel" sta per carvi e "Kreuzkümmel" denota il cumino. Alcuni vecchi libri di cucina definiscono erroneamente il coriandolo macinato come la stessa spezie del cumino macinato.
Il lontano parente del cumino, il Bunium persicum e la Nigella sativa che invece non è correlata, sono entrambi chiamati, a volte, cumino nero.

## Riferimenti letterari
James Joyce, in un racconto del libro Gente di Dublino, narra di un personaggio che masticava frutti di cumino per mascherare l'odore di alcol del suo alito.

## Galleria d'immagini

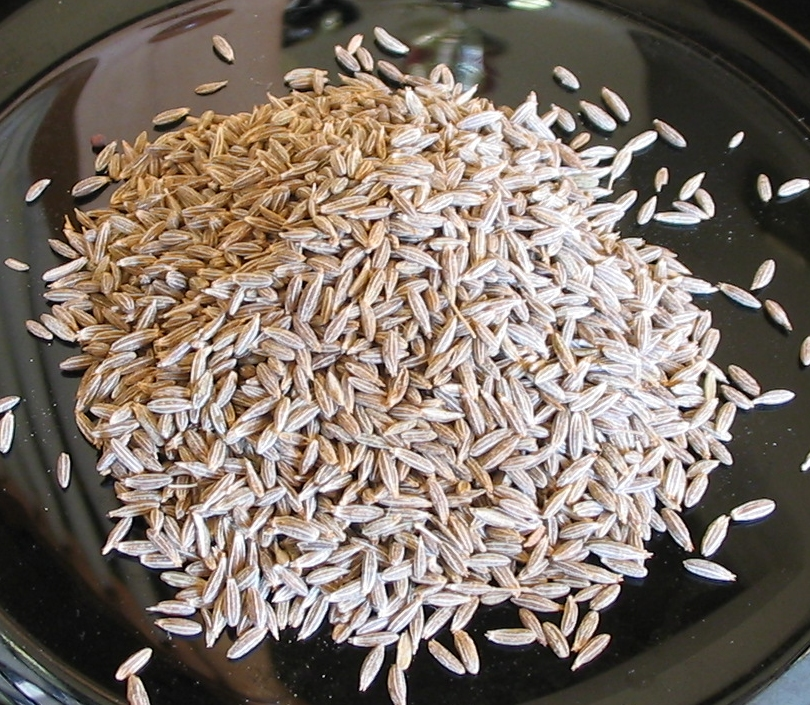
Semi interi essiccati
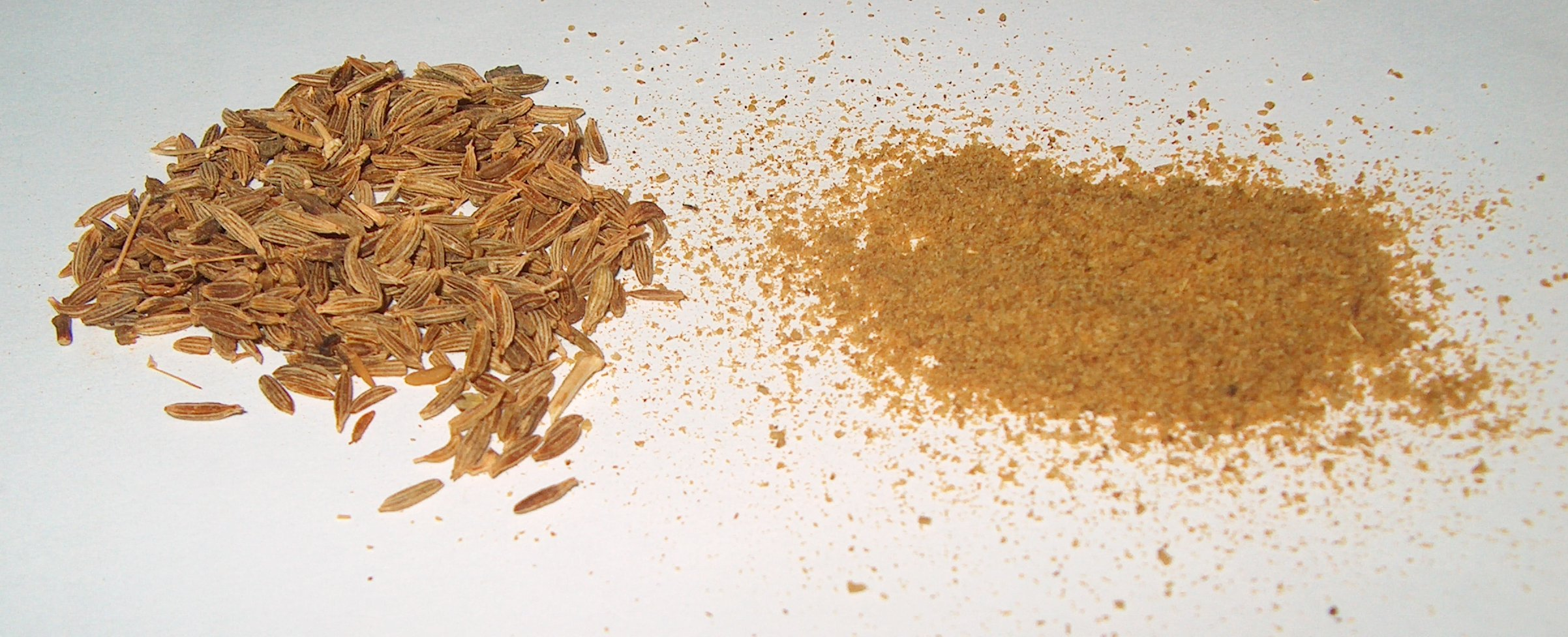
Cumino in semi e in polvere
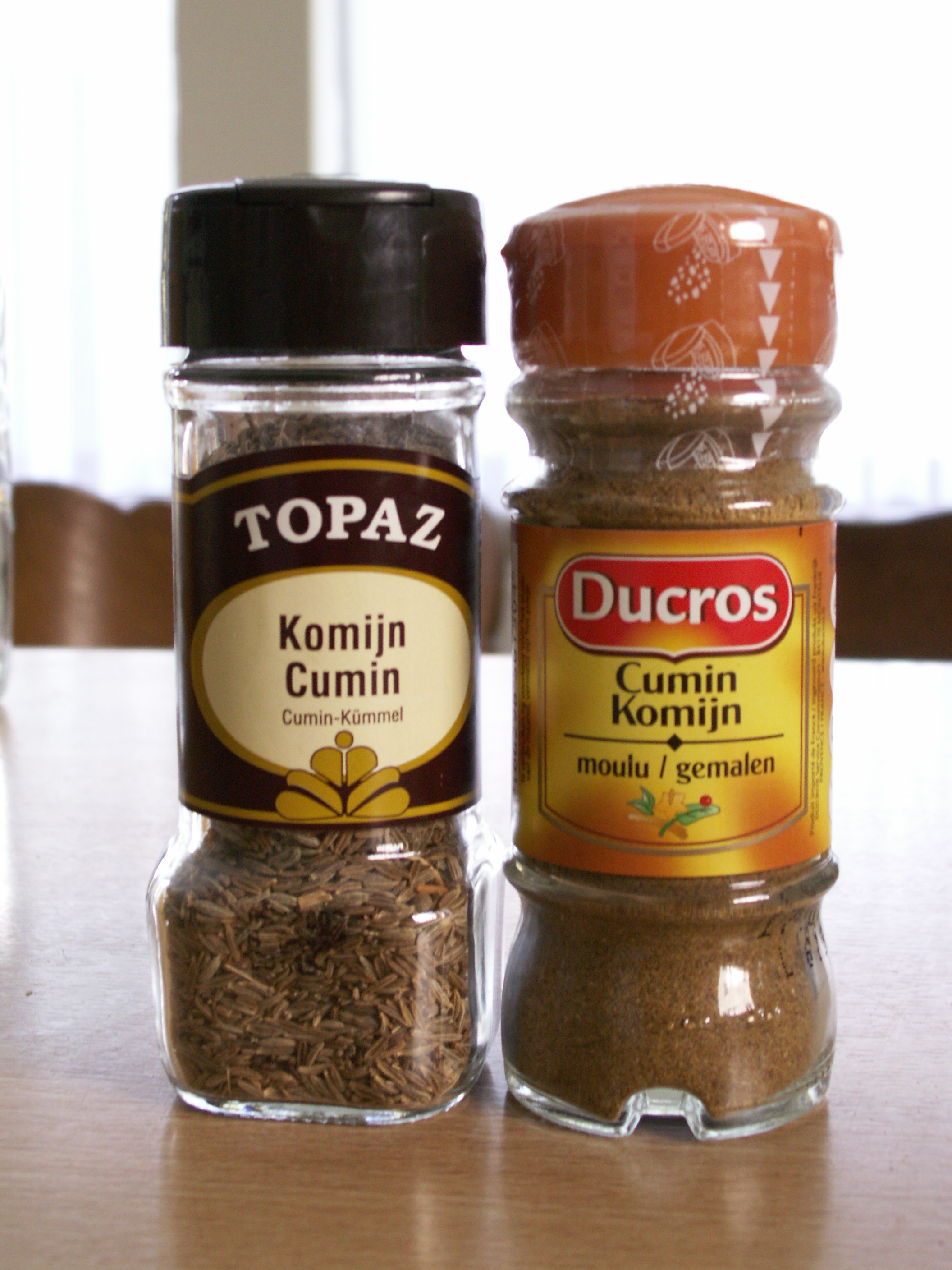
Confezioni commerciali di cumino in semi e in polvere
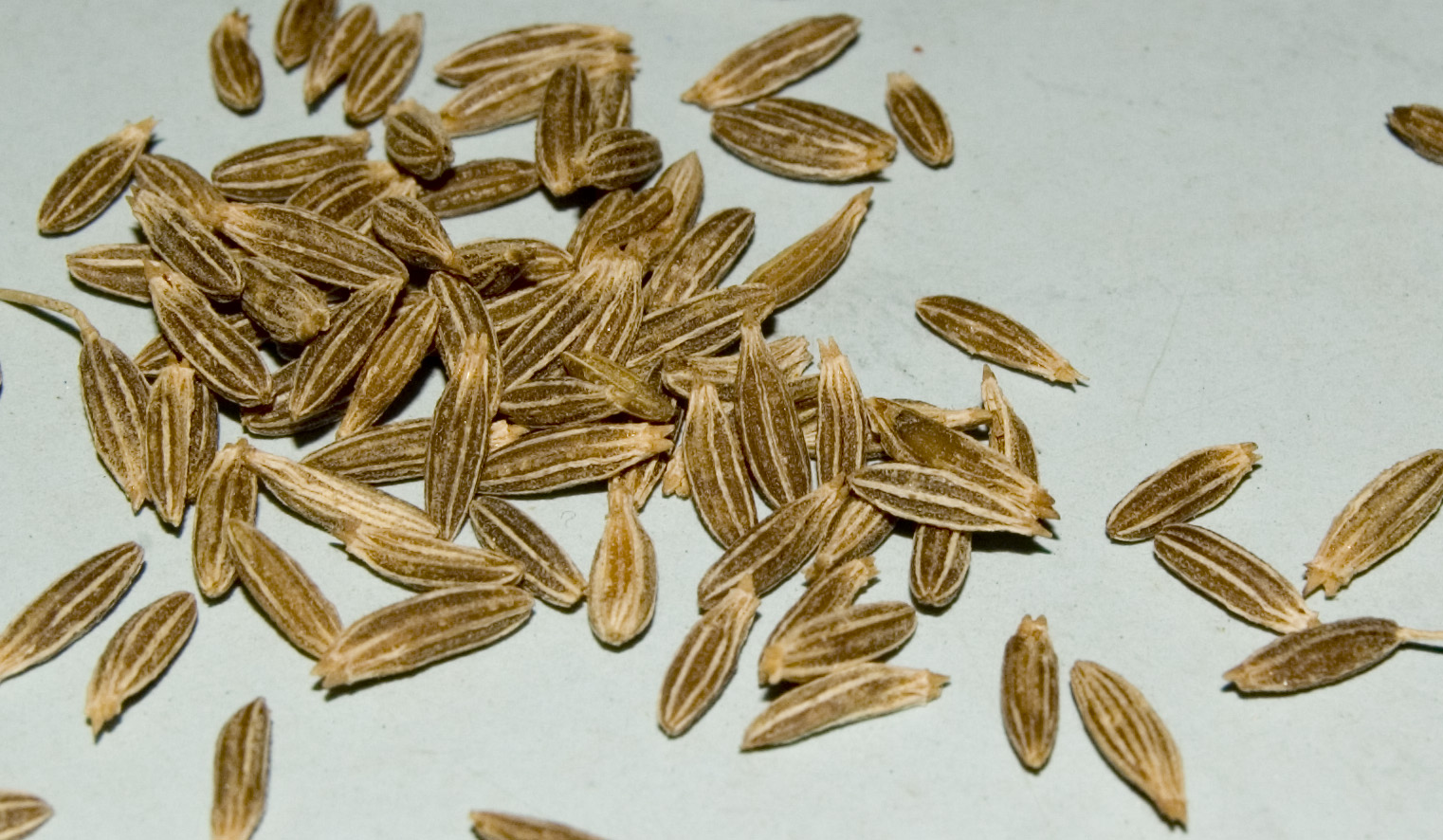
Semi interi essiccati